# Nemesvita
Nemesvita je obec v Maďarsku v župě Veszprém.
Rozkládá se na ploše 9,25 km² a v roce 2011 zde žilo 351 obyvatel.